# Jo Kyung-ran
Jo Kyung Ran (* 1969 in Seoul) ist eine südkoreanische Autorin. Sie gilt als eine der wichtigsten Vertreterinnen gegenwärtiger Literaturproduktion in Südkorea.

## Leben
Nach Abschluss der Oberschule lebte sie bis zu ihrem 25. Lebensjahr von der Welt zurückgezogen zu Hause, bevor sie ein Studium im kreativen Schreiben am Seoul Institute of the Arts (서울예술대학교) aufnahm und 1996 mit der Erzählung "Das französische Brillengeschäft" (Pullansŏ angyŏngwon) debütierte. Im selben Jahr wurde ihr erster Roman, "Zeit zum Toastbacken" (Sikppang kumnŭn sigan) mit dem Munhakdongnae-Preis für neue Schriftsteller ausgezeichnet. Diese Auszeichnung wurde in jenem Jahr zum ersten Mal verliehen.
Jo Kyung-rans Werke zeichnen sich durch eine sehr feinfühlige Art schriftstellerischer Beobachtungsgabe und Vorstellungskraft aus. Hauptsächlich thematisiert die Autorin die Isolation und Einsamkeit in der modernen urbanisierten Gesellschaft, den Abbruch zwischenmenschlicher Beziehungen und die Entfremdung innerhalb der Familie. Sie grenzt sich dadurch klar von der älteren Generation koreanischer Schriftsteller und deren Themen wie nationale Teilung und Geschichtsaufarbeitung ab.
Auf Deutsch erschienen sind ihre Romane „Zeit zum Toastbacken“ und „Feine Kost“ und ihr Erzählband „Wie kommt der Elefant in mein Schlafzimmer?“. Ihre Erzählung „Mein purpurnes Sofa“ ist im Erzählband „Versammelte Lichter“ enthalten, "Das französische Brillengeschäft" im Band „Ein einfach gepunktetes Kleid“, beide erschienen im Rahmen der Edition moderne koreanische Autoren des Pendragon Verlages Bielefeld.

## Werke
- 1997 불란서 안경원 (Das französische Brillengeschäft). Erzählung. Seoul: Munhakdongne
- 1996 식빵 굽는 시간 (Zeit zum Toastbacken). Roman. Seoul: Munhakdongnae
- 1997 불란서 안경원 (Das französische Brillengeschäft). Erzählungen (mit der Titelerzählung von 1996). Seoul: Munhakdongnae
- 1998 움직임 (Bewegung). Erzählung. Seoul: Chakka chŏngsin
- 1999 가족의 기원 (Der Ursprung der Familie). Roman. Seoul: Mitŭmsa
- 2000 나의 자줏빛 소파 (Mein purpurnes Sofa). Erzählungen. Seoul: Munhak-kwa chisŏngsa
- 2001 우리는 만난 적이 있다 (Wir sind uns schon einmal begegnet). Roman. Seoul: Munhak-kwa chisŏngsa
- 2002 코끼리를 찾아서 (Wie kommt der Elefant in mein Schlafzimmer?). Erzählungen. Seoul: Munhak-kwa chisŏngsa
- 2003 조경란의 악어 이야기 (Jo Kyung-rans Geschichte von einem Alligator). Kurzprosa. Seoul: Maŭm sanch'aek
- 2004 국자 이야기 (Geschichte von einem Kochlöffel). Erzählungen. Seoul: Munhakdongnae
- 2007 혀 (Feine Kost) Roman.
- 2008 풍선을 샀어 (Ich kaufte einen Ballon)[3][4]

### Übersetzungen

#### Deutsch
- Mein purpurnes Sofa in Versammelte Lichter, Pendragon, (2002) ISBN 978-3934872349
- Wie kommt der Elefant in mein Schlafzimmer?, Pendragon, (2003) ISBN 978-3934872585
- Der französische Brillenladen in Ein einfach gepunktetes Kleid, Pendragon, (2004) ISBN 978-3934872578
- Zeit zum Toastbacken, Pendragon, (2005) ISBN 978-3865320179
- Feine Kost, Sammlung Luchterhand, (2010) ISBN 978-3630621852

#### Englisch
- Tongue, Bloomsbury, (2009) ISBN 978-1596916517
- I Live in Bongcheon-dong, ASIA Publishers, (2013) ISBN 978-8994006970

#### Französisch
- Mise en bouche, Philippe Rey, (2010) ISBN 978-2848761619

## Auszeichnungen
- 1996 Dong-a Ilbo Preis für die Erzählung Der französische Brillenladen
- 1996 Munhakdongnae Preis für Zeit zum Toastbacken
- 2002 Preis für Nachwuchskünstler für Wie kommt der Elefant in mein Schlafzimmer?
- 2003 Preis für zeitgenössische Literatur für Die schmale Tür, zuerst 2003, jetzt erschienen in Geschichte von einem Kochlöffel[5]
- 2008 Tongin Literaturpreis